# Gheorghe Manole
Gheorghe Manole (n. 21 august 1949) este un deputat român în legislatura 1990-1992, ales în municipiul București pe listele partidului FSN. Gheorghe Manole a fost membru în grupurile parlamentare de prietenie cu Japonia și Republica Chile.